# Déri-Museum

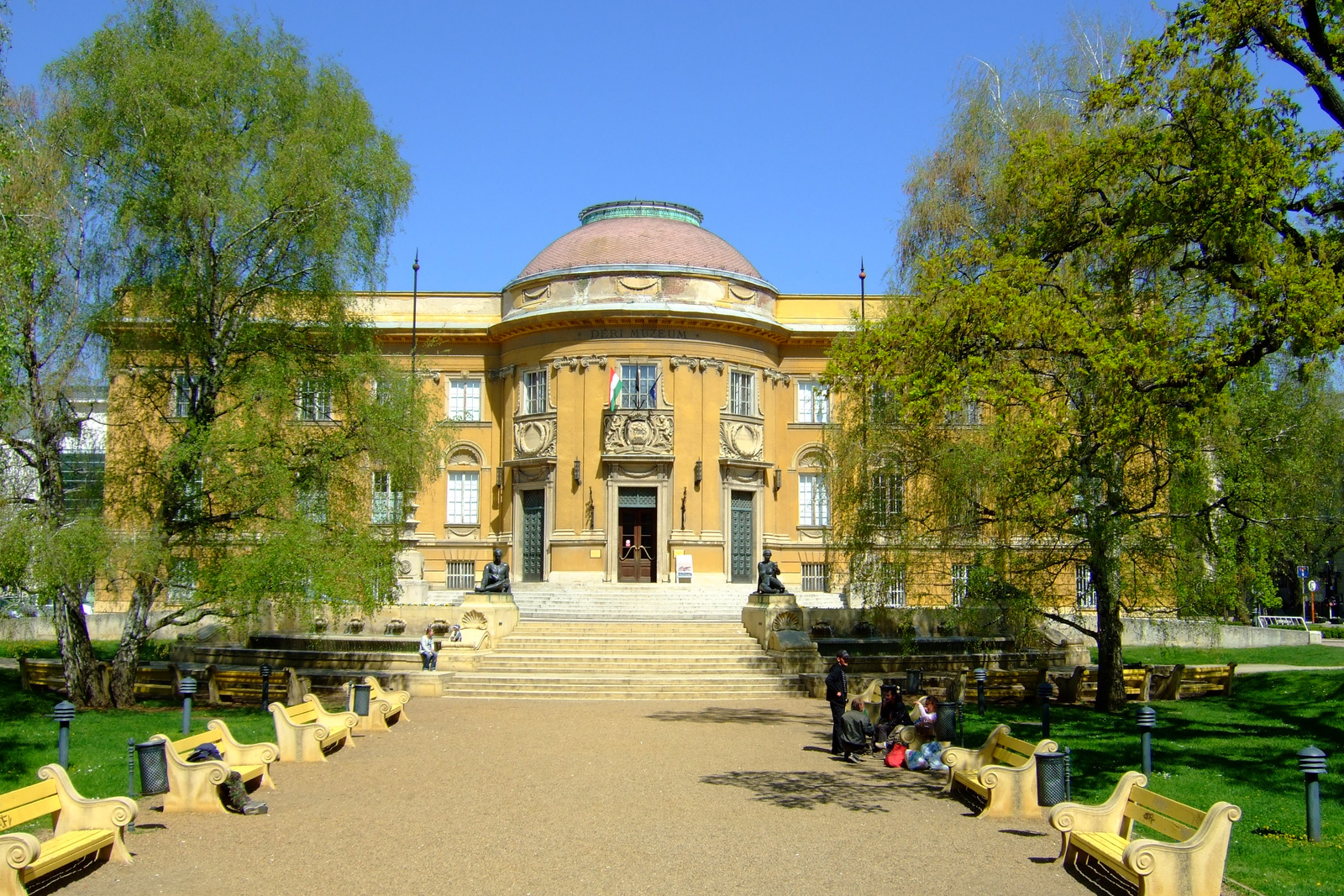
Hauptgebäude des Déri-Museums

Das Déri-Museum (ungarisch Déri Múzeum) ist ein Kunst- und Volkskundemuseum in der ostungarischen Stadt Debrecen. Sein Hauptgebäude liegt am gleichnamigen Déri-Platz (Déri tér) im Zentrum der Stadt.

## Geschichte

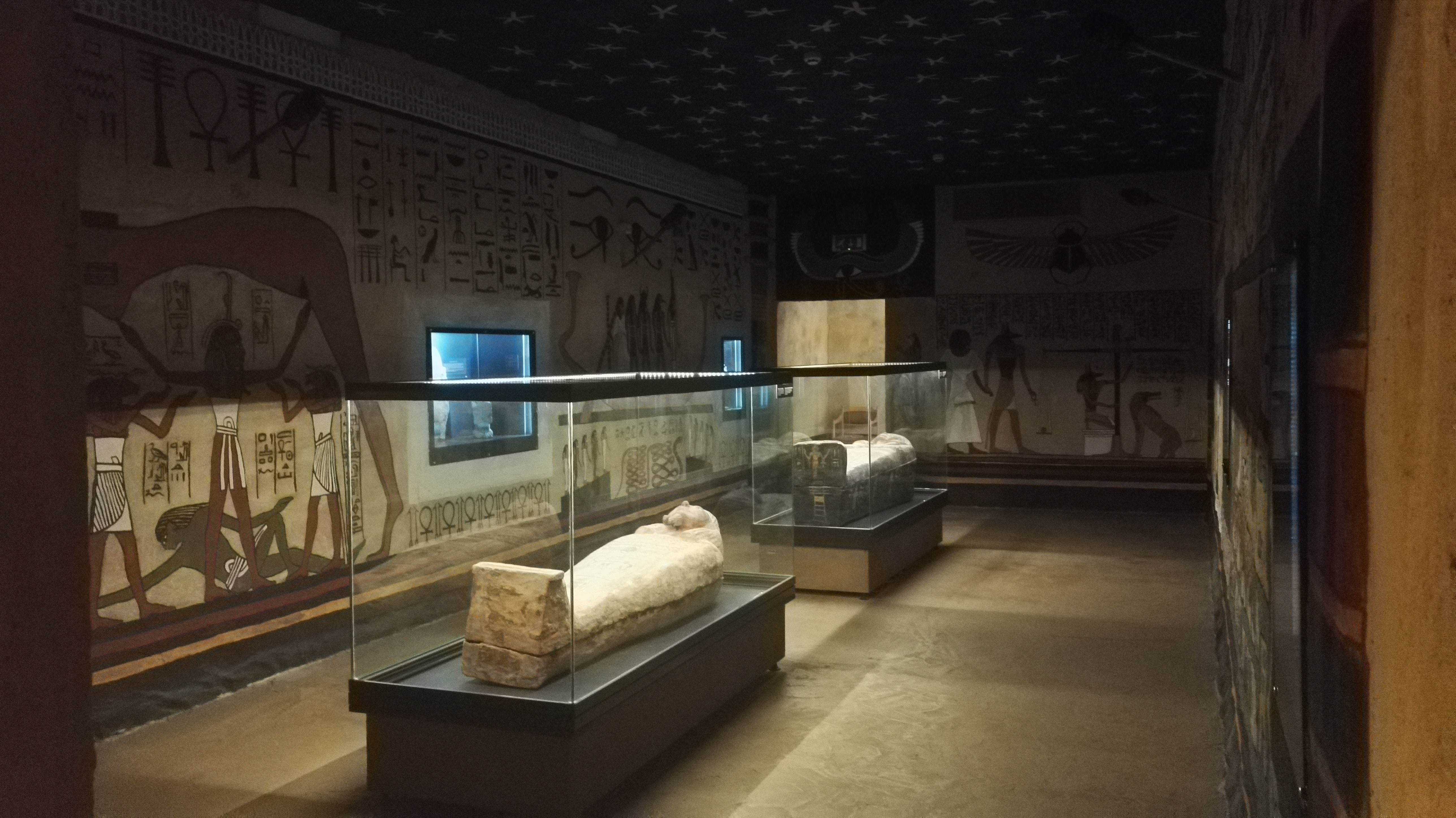
Die Ägyptische Sammlung

Bei seiner Eröffnung 1902 war das Déri-Museum ein noch vorwiegend stadthistorisches Museum. Eine Schenkung des Debrecener Juweliers Artúr Löfkovics bildete den Grundstock des Museums, aber auch andere Bürger der Stadt stifteten dem Museum Ausstellungsobjekte, um die Geschichte der Stadt für die Öffentlichkeit zu dokumentieren. Im Jahr 1920 schenkte der Debrecener Seidenfabrikant Frigyes Déri (1852–1924) dem Museum seine umfangreiche Sammlung ungarischer und fernöstlicher Kunst- und Kulturgegenstände.
In den Jahren 1923 bis 1929 wurde das von den ungarischen Architekten Dénes Györgyi und Aladár Münnich im Stil des Neubarock entworfene Hauptgebäude errichtet, und 1930 als Déri-Museum neu eröffnet. 1938 erhielt das Museum eine bedeutende Sammlung volkstümlicher Kunstgegenständen aus dem Karpatenbecken von Frigyes Bruder György Déri. Seitdem halfen örtliche Ethnographen, Historiker und Archäologen, die Sammlung zu erweitern.
Träger des Museums ist die Direktion der Museen des Komitats Hajdú-Bihar.

## Sammlungen
Das Déri-Museums besitzt neben den archäologischen, stadthistorischen, heimat- und volkskundlichen und kunsthistorischen Sammlungen auch eine naturkundliche Abteilung. Das Museum zeigt neun ständige Ausstellungen: Stadtgeschichte, die Munkácsy-Gruppe, die Déri-Sammlung, „Unsere Vögel“, eine Mineraliensammlung, die Galerie alter Meister, die Galerie moderner Kunst, eine Glas-, Keramik- und Porzellansammlung sowie eine Sammlung Ägyptischer und Griechisch-Römischer Kunst. Vier gusseiserne Skulpturen des ungarischen Bildhauers Ferenc Medgyessy gewannen 1937 den Großpreis der Pariser Weltfachausstellung und sind vor dem Hauptgebäude des Museums aufgestellt.

### Christus-Trilogie
Die bedeutendsten Exponate der Sammlung für bildende Kunst sind die im Munkácsy-Saal ausgestellten zwei Werke der Christus-Trilogie des ungarischen Malers Mihály Munkácsy. Die Kolossalgemälde „Ecce Homo“, „Christus vor Pilatus“ und „Golgatha“.

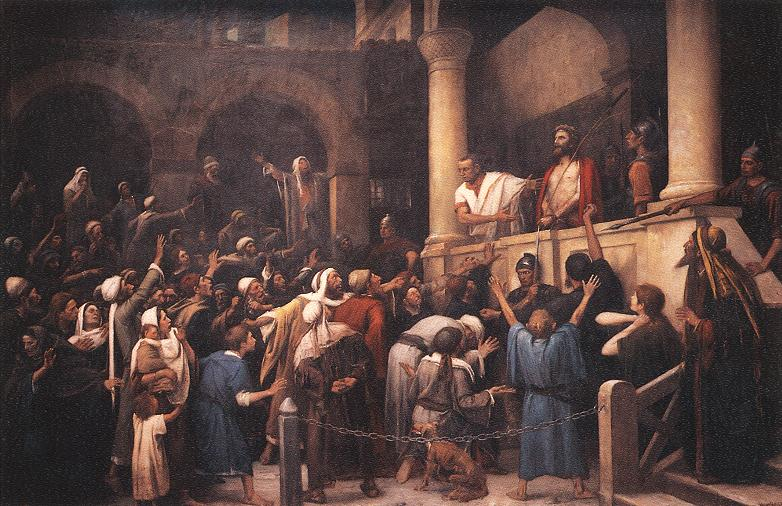
Ecce Homo! – Öl auf Holz, 403 cm × 650 cm (1896)
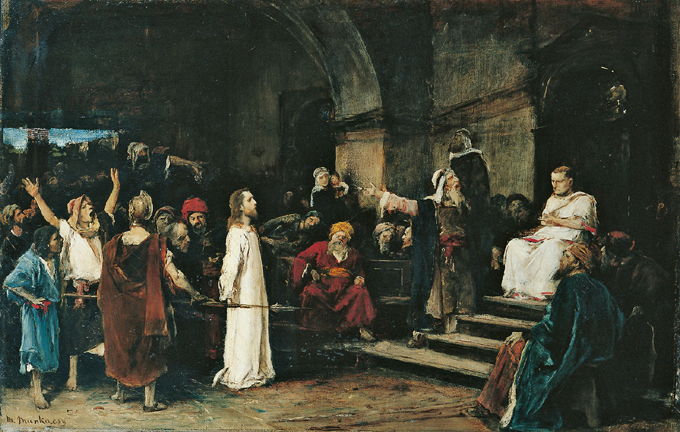
Christus vor Pilatus – Öl auf Leinwand, 417 cm × 636 cm (1881)
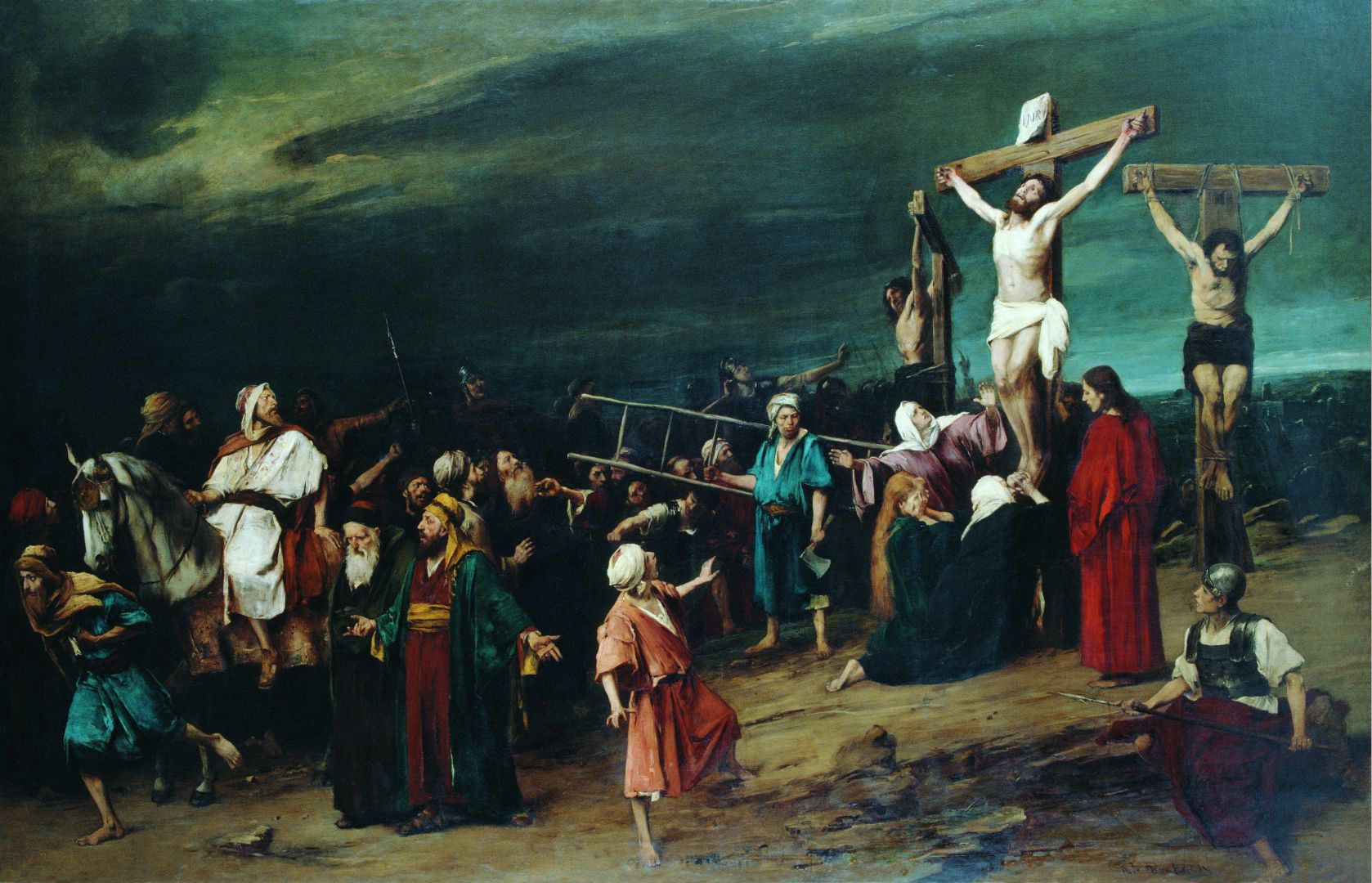
Golgotha – Öl auf Leinwand, 460 cm × 712 cm (1884)